# Marcus Felson
Marcus Felson, professor vid School of Criminal Justice, Rutgers University i Newark, New Jersey. Han har tidigare varit professor i sociologi vid University of Southern California, forskare vid universitetets samhällsvetenskapliga forskningsinstitut, och redaktör för den internationella tidskriften Sociology arid Social Research. 
Felson är specialist inom områden som behandlar rutinmässig verksamhet och sociala trender och cykler. Hans forskning har omfattat konstruktion av stora statistiska modeller, utvecklingen av rutinaktivitetsteoretiskt angreppssätt för analys av kriminalitet och för studier av påtagliga sociala förändringar.
Marcus Felson tillhör den högerrealistiska traditionen.